# بيتر كارلتون
بيتر كارلتون (بالإنجليزية: Peter Carleton)‏ هو سياسي أمريكي، ولد في 19 سبتمبر 1755، وتوفي في 29 أبريل 1828 في الولايات المتحدة. حزبياً، نشط في الحزب الجمهوري الديمقراطي. وقد انتخب عضو مجلس النواب الأمريكي.